# Klasea serratuloides
Klasea serratuloides là một loài thực vật có hoa trong họ Cúc. Loài này được (DC.) Greuter & Wagenitz mô tả khoa học đầu tiên năm 2003.